# Nomada argentata
Nomada argentata ist eine Biene aus der Familie der Apidae.

## Merkmale
Die Bienen haben eine Körperlänge von 7 bis 9 Millimetern. Der Kopf und der Thorax der Weibchen sind schwarz und haben eine rote Zeichnung. Die Tergite sind überwiegend rot, teilweise basal schwarz. Das Gesicht ist gleich lang wie breit. Das Labrum ist schwarz und trägt mittig ein kräftiges Zähnchen. Die Stirnplatte (Clypeus) tritt hervor. Das dritte Fühlerglied ist nahezu genauso lang wie das vierte. Das Schildchen (Scutellum) ist rot gefleckt. Der Stutz des Propodeums ist mit Ausnahme des dreieckigen Feldes dicht, kurz, weiß behaart. Die Pleura des Mesonotums sind zwischen den Hüften (Coxen) vereinzelt punktförmig strukturiert. Die Schienen (Tibien) der Hinterbeine sind am Ende in eine Spitze ausgezogen und tragen drei oder vier lange, dunkle Dornen. Die Männchen ähneln den Weibchen. Ihre Mandibeln, die Wangen und der Vorderrand der Stirnplatte sind gelbrot. Die Fühlerglieder sind kürzer als breit und haben auf der Rückseite ein Knötchen. Das zweite und dritte Tergit sind seitlich mit filzigen weißen Haaren versehen. Die Schienen der Hinterbeine haben am Ende helle Dornen.

## Vorkommen und Lebensweise
Die Art ist in Europa mit Ausnahme des hohen Nordens verbreitet. Die Tiere fliegen von Ende Juli bis Anfang Oktober. Die Art parasitiert Andrena marginata. Man kann die Tiere beim Besuch an Skabiosen (Scabiosa) und Gewöhnlichem Teufelsabbiss (Succisa pratensis) beobachten.

## Belege
Felix Amiet, M. Herrmann, A. Müller, R. Neumeyer: Fauna Helvetica 20: Apidae 5. Centre Suisse de Cartographie de la Faune, 2007, ISBN 978-2-88414-032-4.

## Weblink
- Nomada argentata in der Roten Liste gefährdeter Arten der IUCN 2013.2. Eingestellt von: Smit, J., 2013. Abgerufen am 22. Februar  2014.